# Жювелиз
Жювели́з (фр. Juvelize) — коммуна на северо-востоке Франции, регион Гранд-Эст (бывший Эльзас — Шампань — Арденны — Лотарингия), департамент Мозель. Относится к кантону Вик-сюр-Сей.

## Географическое положение
Жювелиз расположен в 55 км к юго-востоку от Меца. Соседние коммуны: Мюльсе на севере, Бланш-Эглиз на северо-востоке, Гебланж-ле-Дьёз на востоке, Доннле на юго-востоке, Ле на юге, Лезе на юго-западе, Марсаль и Арокур-сюр-Сей на северо-западе.	
Коммуна расположена на юге департамента Мозель в естественно-историческом регионе Сольнуа и входит в Региональный природный парк Лотарингии.

## История
- Следы галло-романской культуры.
- 28 февраля 1661 года по Венскому договору между герцогом Лотарингии Карлом IV и французским королём Людовиком XIV часть Лотарингии отошла Франции. Жювелиз, таким образом, стал французским.

## Демография
По переписи 2008 года в коммуне проживало 92 человека.	

## Достопримечательности
- Церковь Сен-Жермен XVIII века.